# Christoph Rüschenpöhler
Christoph Rüschenpöhler (* 9. Juni 1989) ist ein deutscher Futsal- und Fußballspieler.

## Werdegang
Rüschenpöhler kam im Oktober 2009 mit dem Futsal in Berührung, als er an der Westfälischen Wilhelms-Universität in Münster ein Studium aufnahm. Fortan spielte er für den UFC Münster in der erstklassigen WFLV-Futsal-Liga, die seit 2016 Futsalliga West heißt. Mit den Münsteranern wurde er 2010, 2012, 2013, 2014 und 2015 Meister der Liga und qualifizierte sich damit für den DFB-Futsal-Cup. Dort wurde er mit seiner Mannschaft 2013 Vizemeister nach einer 3:6-Finalniederlage nach Verlängerung gegen die Hamburg Panthers. 2012 und 2014 erreichten die Münsteraner jeweils das Halbfinale. Im Winter 2016/17 wechselte Rüschenpöhler zum Ligarivalen Futsal Panthers Köln. Mit den Kölnern wurde er 2018 Meister der Futsalliga West, verlor aber das Endspiel um die Deutsche Meisterschaft 2018 gegen den VfL 05 Hohenstein-Ernstthal mit 5:6 nach Verlängerung. Für die deutsche Futsalnationalmannschaft absolvierte Christoph Rüschenpöhler ein Länderspiel. Am 1. November 2016 wurde er beim Spiel gegen England eingesetzt.
Im Fußball war der Mittelfeldspieler Rüschenpöhler für den Bezirksligisten Post TSV Detmold aktiv. Nachdem er zwischenzeitlich für die zweite Mannschaft des BSV Roxel aus Münster gespielt hatte, schloss er sich nach seinem Wechsel nach Köln dem Kreisligisten Vorwärts Spoho Köln an.

## Erfolge
- Deutscher Futsal-Vizemeister 2013, 2018
- Meister der WFLV-Futsal-Liga / Futsalliga West: 2010, 2012, 2013, 2014, 2015, 2018